# Cadillac V16 Hartmann
Pour les articles homonymes, voir Cadillac V-16 et Hartmann.
La Cadillac V16 Hartmann est une voiture de collection roadster model unique de 1937, à base de chassis-moteur de Cadillac V-16 série 90 (1930-1940) carrossée par le carrossier suisse Willy Hartmann.

## Historique

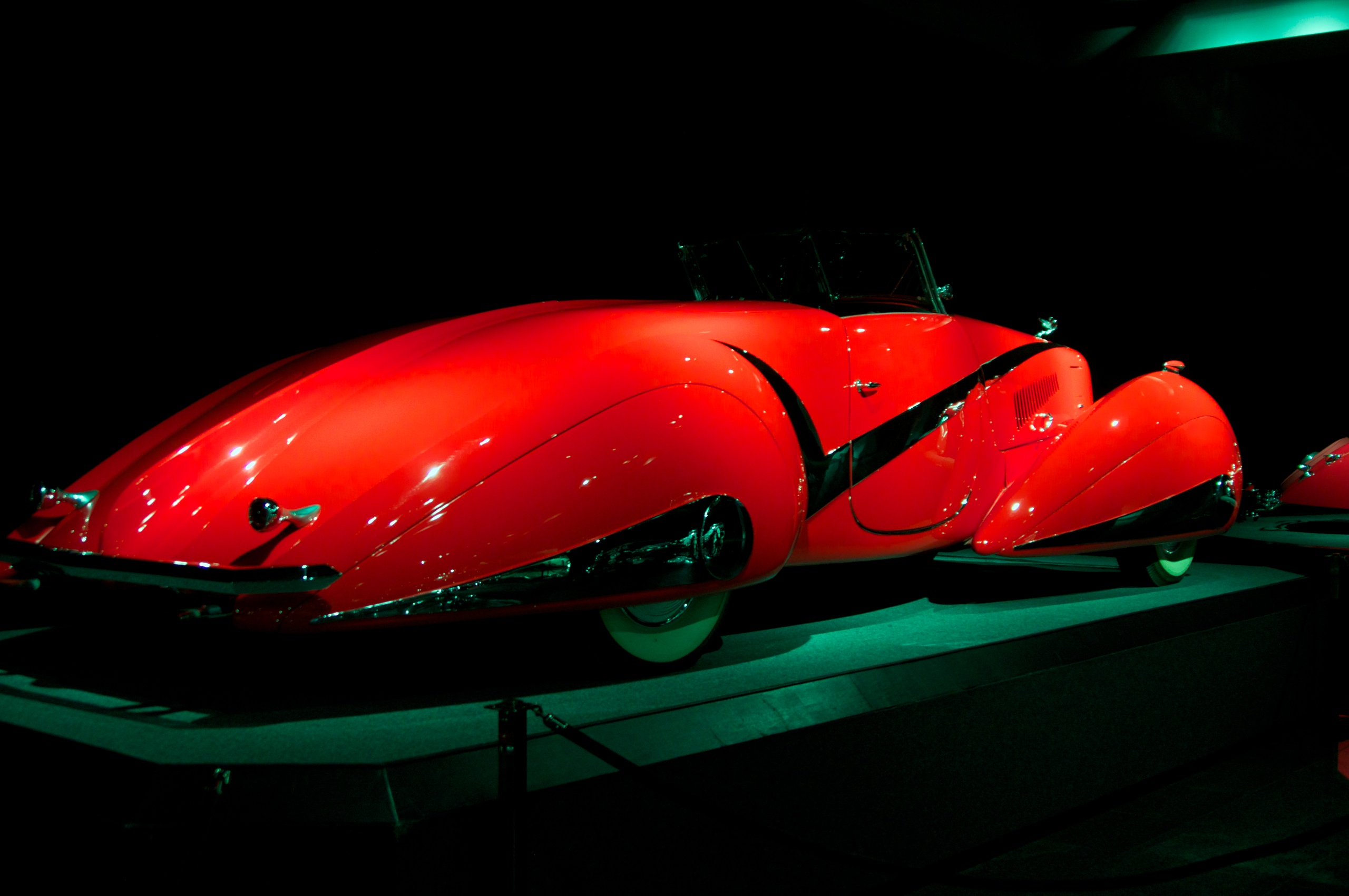

Cette voiture unique d'exception est construite pour Philippe Barraud (richissime héritier d'une famille d'industriels suisses). Celui-ci commande un châssis-moteur de Cadillac V-16 chez le concessionnaire Cadillac Edelweiss de Morges, près de Lausanne sur les rives du lac Léman en Suisse, et fait réaliser une carrosserie personnalisée par le carrossier suisse Willy Hartmann. Motorisée par un moteur de Cadillac V-16 de 7,5 litres de cylindrée, donné pour 165 ch et 160 km/h en vitesse de pointe, sa puissance et ses formes inspirées du style Streamline Moderne Art déco, en vogue de l'époque, rivalisent avec celles de ses concurrentes d'élites des années 1930, dont Hispano-Suiza J12, Bugatti Royale, Delahaye Type 165, Talbot-Lago T150, Avions Voisin C20 ou C25, Packard Twelve, Auburn Speedster V12, Duesenberg J..., et d'autres créations de carrossiers de prestige français tels que Figoni & Falaschi, Vanvooren, ou encore Jacques Saoutchik. Elle est retrouvée accidentée et abandonnée en épave en 1968, puis plusieurs fois revendue, restaurée, modifiée, et changée de couleur par plusieurs propriétaires successifs, dont le carrossier André Lecoq de Paris, et par le musée de l'automobile de Blackhawk près de San Francisco en Californie où elle est exposée un temps.